# Francis Zammit Dimech
Francis Zammit Dimech (St. Julian's, 24 ottobre 1954 – 20 aprile 2025) è stato un politico maltese, Ministro degli affari esteri di Malta dal 2008 al 2012 durante il Governo guidato da Lawrence Gonzi.

## Biografia
Dopo essersi laureato in Giurisprudenza all'Università di Malta nel 1979, nel 1981 fu eletto per la prima volta in Parlamento tra le file del partito nazionalista. 
Rieletto nelle successive tornate elettorale, ricoprì vari incarichi di governo tra cui quello di Ministro dei Trasporti e Comunicazioni (1992-1994), Ministro dell'Ambiente (1994-1998), Ministro delle Risorse e Infrastrutture (2002-2003) e Ministro del Turismo (2003).